# About Last Night
Pour la première adaptation de la pièce de théâtre, voir À propos d'hier soir....
Pour plus de détails, voir Fiche technique et Distribution.
About Last Night est un film américain réalisé par Steve Pink, sorti en 2014.

## Synopsis
Danny est un vendeur qui travaille dans le secteur de la restauration avec son ami Bernie, un coureur de jupons. Bernie invite Danny à un double rendez-vous, où il rencontre Debbie, une amie de Joan, la dernière conquête sexuelle de Bernie.

## Fiche technique
- Titre : About Last Night
- Réalisation : Steve Pink
- Scénario : Leslye Headland, Tim Kazurinsky et Denise DeClue d'après la pièce de théâtre Sexual Perversity in Chicago de David Mamet
- Musique : Marcus Miller
- Photographie : Michael Barrett
- Montage : Tracey Wadmore-Smith et Shelly Westerman
- Production : Will Gluck et Will Packer
- Société de production : Olive Bridge Entertainment et Rainforest Films
- Société de distribution : Sony Pictures Releasing (États-Unis)
- Pays :  États-Unis
- Genre : Comédie romantique
- Durée : 100 minutes
- Dates de sortie : 
  -  États-Unis : 14 février 2014

## Distribution
- Kevin Hart : Bernie
- Michael Ealy : Danny
- Regina Hall : Joan
- Joy Bryant : Debbie
- Christopher McDonald : Casey McNeil
- Adam Rodríguez : Steven Thaler
- Joe Lo Truglio : Ryan Keller
- Paula Patton : Alison
- David Greenman : Isaac
- Bryan Callen : Trent

## Accueil
Le film a reçu un accueil plutôt favorable de la critique. Il obtient un score moyen de 62 % sur Metacritic.